# Miltogramma verum
Miltogramma verum är en tvåvingeart som beskrevs av Yu. G. Verves 1979. Miltogramma verum ingår i släktet Miltogramma och familjen köttflugor.
Artens utbredningsområde är Kazakstan. Inga underarter finns listade i Catalogue of Life.